# Amphiprion leucokranos
Poisson-clown à capuchon blanc
Espèce
Poisson-clown à capuchon blanc (Amphiprion leucokranos) est une espèce de poissons osseux de la famille des pomacentridés. Il est présent en Papouasie-Nouvelle-Guinée et dans les îles Salomon. Cette espèce mesure jusqu'à 10 cm. Cette espèce est décrite par Gerald R. Allen en 1973.

## Description
Les couleurs de Amphiprion leucokranos sont dans les tons classiques des poissons-clown : la tête et le corps sont orange sombre tandis que le ventre tire plus sur le jaune ; Les nageoires sont également jaune-orangé. A. leucokranos possède trois tâche caractéristiques de couleur blanches : une bande longitudinale au niveau du front, une barre latérale sur les côtés de la tête et une autre bande à la base de la nageoire dorsale.

### Espèces semblables
La morphologie de Amphiprion leucokranos le rapproche de A.sandaracinos et de A. perideraion.

## Répartition
Il est présent en Papouasie-Nouvelle-Guinée et dans les îles Salomon

## Nom et étymologie
Le nom scientifique de l'espèce, leucokranos, a été attribué par Allen dans sa publication. Sa racine est grecque et signifie « casque blanc » ou « capuchon blanc » en référence à la marque blanche sur le front caractéristique de ces individus. Ce nom a été francisé en Poisson-clown à capuchon blanc.